# Catedral Metropolitana de Campinas
A Catedral Metropolitana de Campinas, inaugurada em 1883, localiza-se na Praça José Bonifácio - popularmente conhecida como Largo da Catedral, no centro da cidade de Campinas, no interior de São Paulo, Brasil. É a sede da Paróquia Nossa Senhora da Conceição, sendo a organização religiosa mais antiga de Campinas, e do bispado de Campinas, foi instalada em 1908.  

## Histórico
A vida religiosa católica de Campinas se iniciou oficialmente em 14 de julho de 1774, quando foi fundado, por Francisco Barreto Leme do Prado, o bairro de Mato Grosso de Jundiaí à beira do caminho dos Goiases. Para assistir à missa, os moradores se deslocavam, anteriormente, para a paróquia de Jundiaí - onde existia uma matriz em estilo barroco, datada de 1651 e dedicada à Nossa Senhora do Desterro e que foi remodelada por Ramos de Azevedo em 1886, dando origem à Catedral Nossa Senhora do Desterro, em estilo neogótico.
Trinta e três anos depois, já havia 360 moradores no povoado e estes encaminharam uma petição ao vigário capitular do bispado de São Paulo pleiteando a construção de uma capela. Apesar de a petição ter sido impugnada pelo vigário de Jundiaí, os moradores erigiram a primeira capela, construída em taipa e coberta de telhas, a "matriz velha" (hoje, após várias reformas, a Basílica de Nossa Senhora do Carmo).
Com mudanças na direção da diocese de São Paulo, em 1774, foi nomeado o primeiro vigário da nova paróquia, que mandou construir uma capela de taipa, coberta de sapé, onde hoje se localiza o monumento-túmulo de Carlos Gomes, dedicando-a a Nossa Senhora da Conceição. Desta maneira, em 14 de julho de 1774, foi inaugurada a paróquia da Conceição na Freguesia de Nossa Senhora da Conceição das Campinas do Mato Grosso de Jundiaí, com missa cantada, levantamento da pia batismal e benzimento da matriz provisória.
A freguesia foi elevada à categoria de vila em 1797 e teve seu nome mudado para Vila de São Carlos.

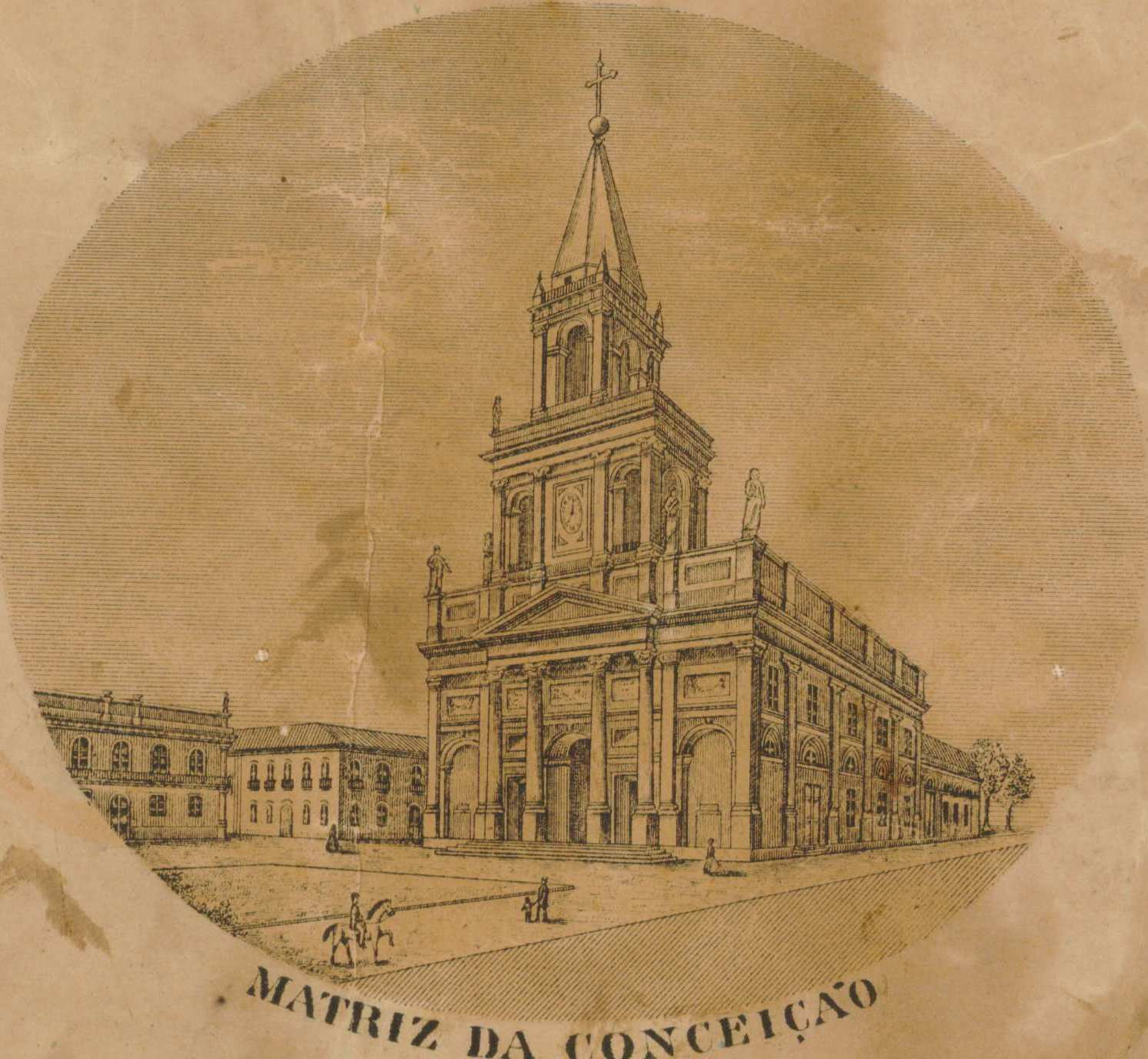
Ilustração representando a Catedral Metropolitana de Campinas, então Matriz da Conceição, em 1878.

Em 1807, a câmara da vila determinou o início da construção de uma nova igreja, sendo os imensos alicerces, típicos da construção em taipa de pilão, construídos pelos escravos e abençoados pelo vigário. O primeiro administrador das obras foi Felipe Teixeira Néri. Durante 38 anos, as taipas foram sendo piladas, financiadas por contribuições, loterias e até um novo imposto provincial, a Lei Provincial nº 3, de 9 de março de 1854. A luta pela independência, a Revolução Liberal de 1842 e outros fatores contribuíram para a lentidão das obras e as taipas só foram concluídas em 1845, podendo a capela-mor, a sacristia e a nave central ser cobertas naquele ano.
Em 1847, devido à visita de D. Pedro II - que havia elevado a Vila de São Carlos à condição de cidade, com o nome de Campinas, em 1842 - a Igreja do Rosário é tornada matriz provisória, pois a matriz nova ainda não tinha condições de uso e a Matriz Velha jazia abandonada e decrépita.
"Nem bem as taipas da Matriz Nova ficaram prontas, as autoridades locais receberam o aviso de que Campinas constava no itinerário da excursão que o imperador D. Pedro II faria à província de São Paulo. Os campineiros entraram em pânico. O protocolo exigia uma visita do imperador à matriz local. Mas que matriz? A solução foi a instalação provisória da Matriz da Conceição na Igreja do Rosário, edificada em 1817 e ainda não concluída. O templo foi rebocado e caiado às pressas e virou Matriz para receber a comitiva imperial, que, por sinal, atrasou dois meses. A Matriz da Conceição ficou ainda por alguns anos na Igreja do Rosário, até a conclusão da Matriz Nova, que só aconteceria 60 anos depois, em 8 de dezembro de 1883, data dedicada à padroeira de Campinas."

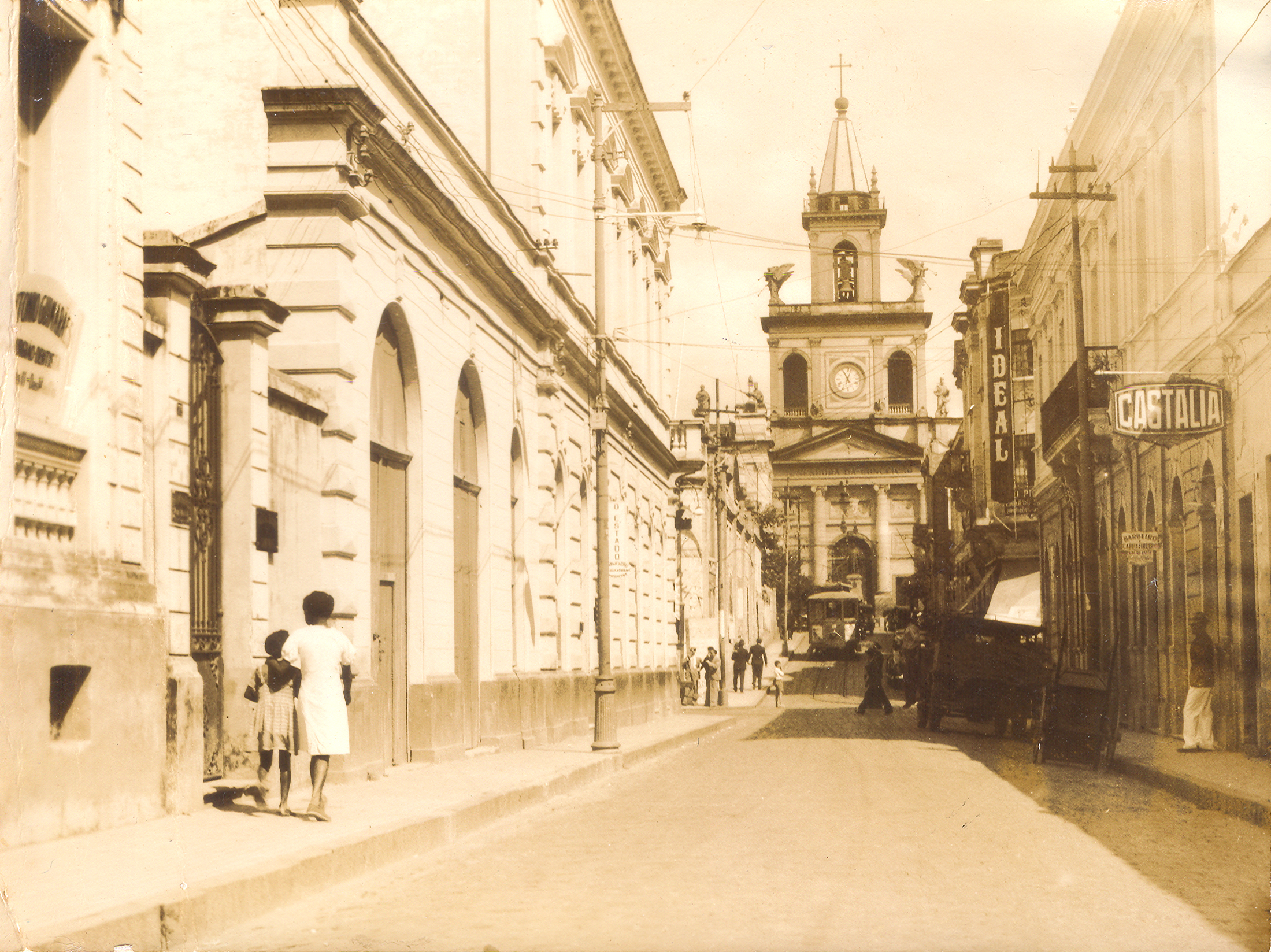
Catedral Metropolitana de Campinas entre 1930 e 1939

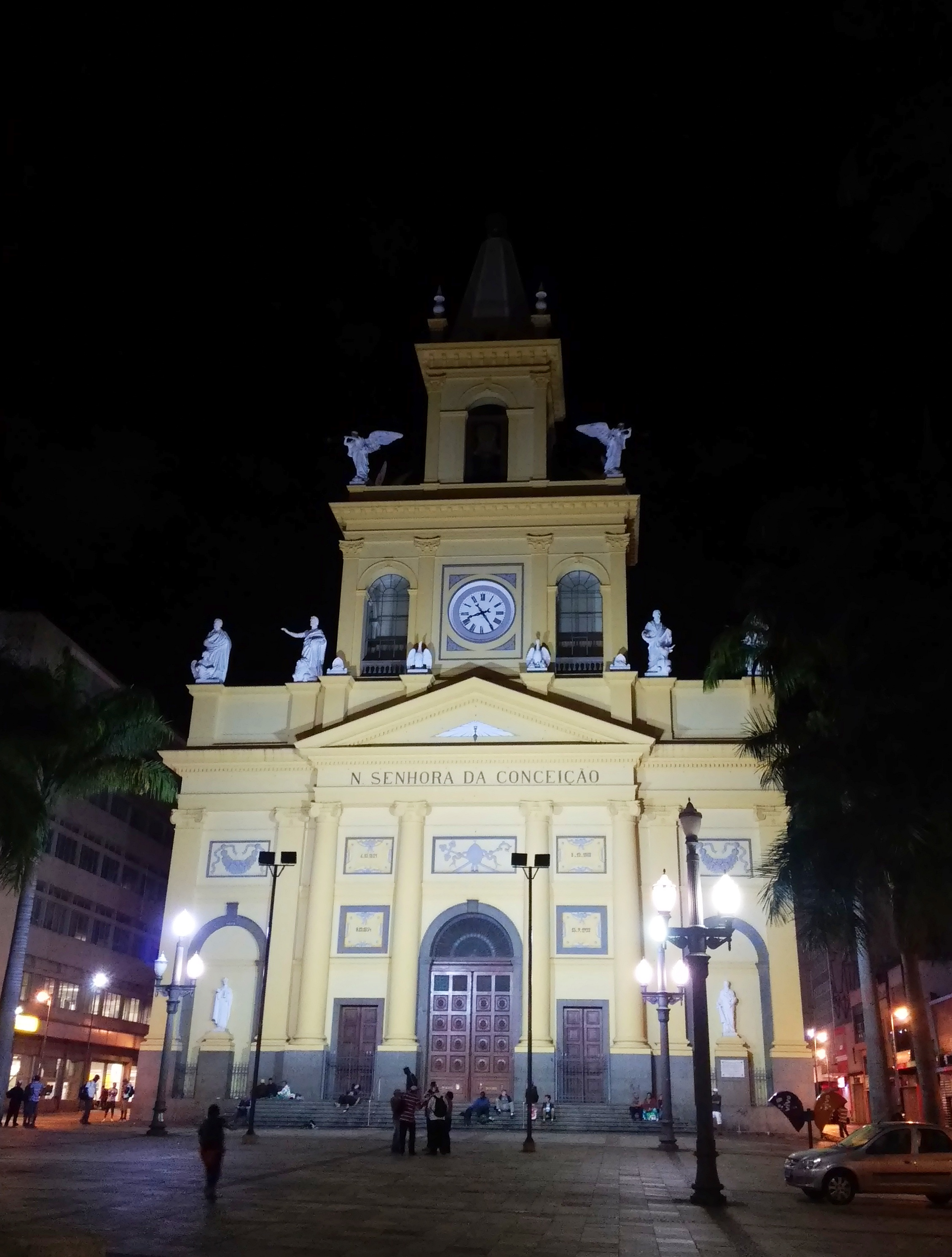
Visão noturna da Catedral Metropolitana de Campinas.

Em 1848 assumiu a condução das obras o doutor Antônio Joaquim de Sampaio Peixoto.
Foi Antônio Francisco Guimarães, conhecido pelo apelido de "Baía", que no ano de 1853 pagou as despesas de viagem e trouxe da então província da Bahia um grupo de entalhadores, comandados por Vitoriano dos Anjos Figueiroa e mais três oficiais, para se encarregarem da ornamentação interna da "matriz nova" de Nossa Senhora da Conceição. Já em Campinas, Vitoriano era tratado por "professor de entalhe". Valendo-se desta prerrogativa, formou aqui um corpo de aprendizes, dos quais podemos citar Antônio Dias Leite, José Antunes de Assunção e Laudíssimo Augusto Melo,que era deficiente auditivo e tido pelos contemporâneos como muito habilidoso.
Vitoriano foi o responsável pelos entalhes do altar-mor, das tribunas, dos púlpitos, da varanda do coro e até mesmo pela condução das obras até 1862, quando foi dispensado pelo novo administrador, Antônio Carlos de Sampaio Peixoto, o "Sampainho". Sampainho, auxiliado pelos arquitetos Job Justino de Alcântara, Antônio de Pádua Castro e o doutor Bittencourt da Silva, em 1862, organizou um novo grupo de entalhadores, chefiados por Bernardino de Sena Reis e Almeida, que era fluminense. Concluiu-se a ornamentação da nave central e em 1865 os dois altares dos cantos e os quatro laterais, bem como as capelas, tudo em cedro, abundante nas matas ao redor da cidade.
Os sinos começaram a ser instalados em 1870:
"Todos os dias, em intervalos de 15, 30 e 60 minutos, os sinos da Catedral Metropolitana, anunciam o correr do tempo. Todos eles têm nomes. O mais antigo é o Baía. Com suas três toneladas de aço, chegou ao topo da Catedral em 1870, conduzido por cordas e dezenas de homens, numa luta coordenada por Antônio Francisco Guimarães, o Baía, o homem que doou aquele que seria o mais ilustre sino da cidade, batizado com o apelido do doador.(...)Baía, português residente em Campinas desde 1819 e integrante da Irmandade do Santíssimo Sacramento, havia feito a doação do sino em 1847, mas como a Matriz Nova não estava pronta, ele ficara instalado na Matriz Velha. A vinda para a Matriz Nova fora feita sob uma condição, exigência da Irmandade: o sino só seria badalado em procissão de Corpus Christi, saídas do Santíssimo e enterro de irmão. Resultado: o sino Baía ficou silencioso durante 13 anos, até a inauguração da Catedral, em 1883.(...)Os sinos da Catedral badalam todos os dias do ano, desde 1883. Acionados pelo mecanismo do relógio fabricado em 1880, eles, agora, só badalam durante o dia. Os moradores da região central da cidade pediram silêncio à noite. Mas a partir das 6h eles sinalizam que o dia está começando."

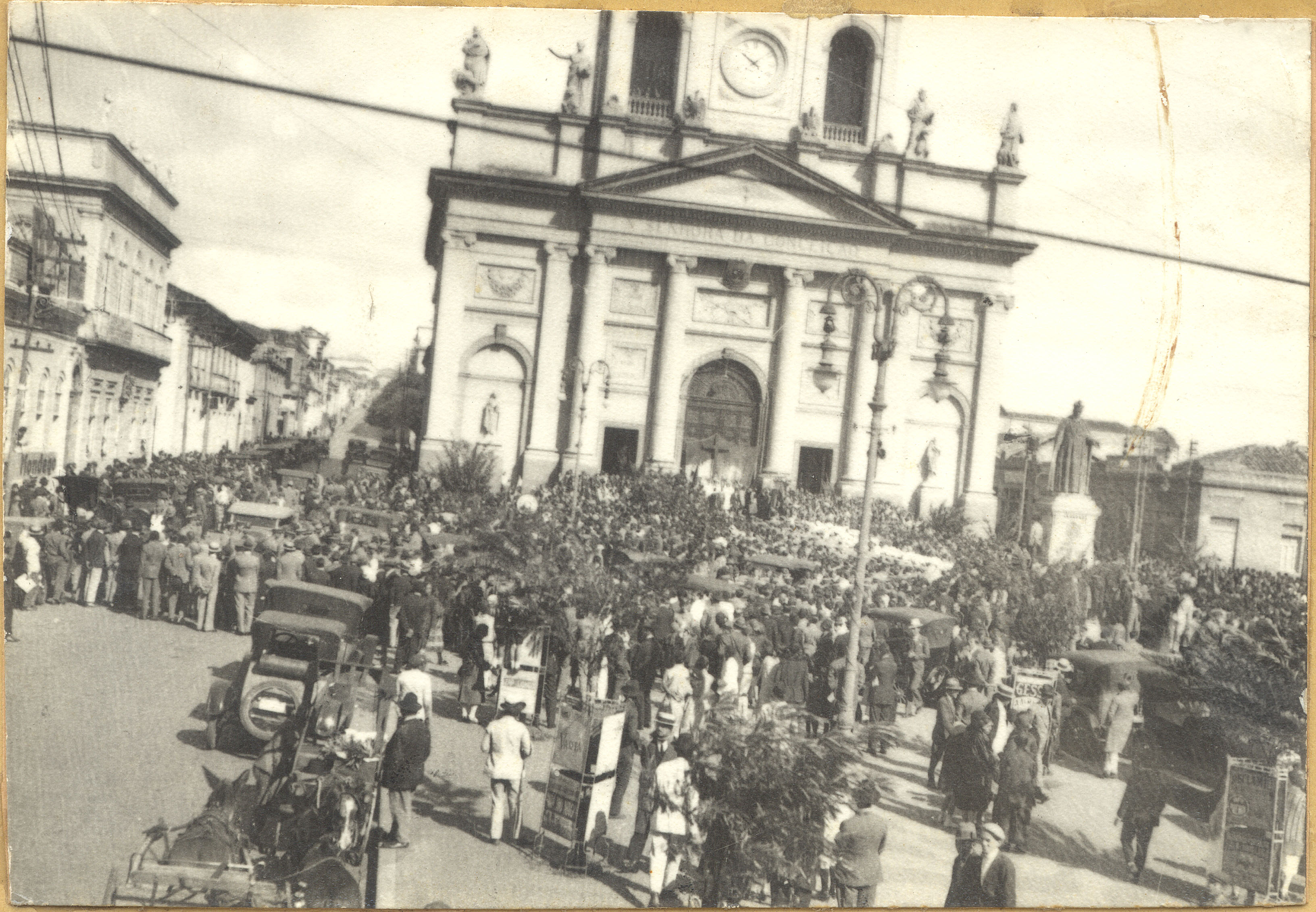
Evento religioso em frente à Catedral (década de 1920)

Após a conclusão do interior, teve início o processo de construção da fachada, havendo cinco mudanças de projeto: o primeiro tinha características barrocas com duas torres (e, neste sentido, seria perfeitamente integrado ao estilo adotado no interior do templo), do Dr. Bittencourt, mas não pôde ser executado pois não havia cantaria disponível na região, sendo adaptado por José Maria Cantarino; o segundo, neoclássico, de Charles Romieu, previa uma única torre assentada sobre quatro colunas de pedra, cal e tijolos, mas foi suspenso devido aos acidentes ocorridos na construção (1865) que levaram ao soterramento de quatro funcionários e uma criança; o terceiro, escolhido como resultado de um  concurso público, de José Maria Villaronga (Villaronga, Faria & Cia), previa uma fachada neogótica (1871) mas houve desentendimentos entre os administradores e não chegou sequer a ser iniciado; em 1876 foi contratado o engenheiro italiano Cristóvão Bonini, para mudanças na planta e conclusão da obra, mas foi exonerado pela Câmara em 1879, havendo  o quinto projeto, o qual recuperou o estilo neoclássico e foi implementado pelo campineiro Francisco de Paula Ramos de Azevedo (1880). Este último, foi o responsável geral pela conclusão das obras e dotou o templo inclusive de canos embutidos para a iluminação a gás, uma novidade na época.
Inaugurada em 1883, a catedral recebeu novas ornamentações na fachada durante a grande reforma de 1923 (como os medalhões com as datas comemorativas da diocese, as guirlandas e as estátuas dos quatro evangelistas e dos quatro anjos do apocalipse), quando também as telhas coloniais foram trocadas por francesas e a abóbada sobre o altar-mor foi levantada alguns metros, ficando na mesma altura do restante da igreja. Foi também nesta época que o zimbório foi trocado por uma cúpula em gomos, encimada pela imagem de Nossa Senhora.

## Informações adicionais

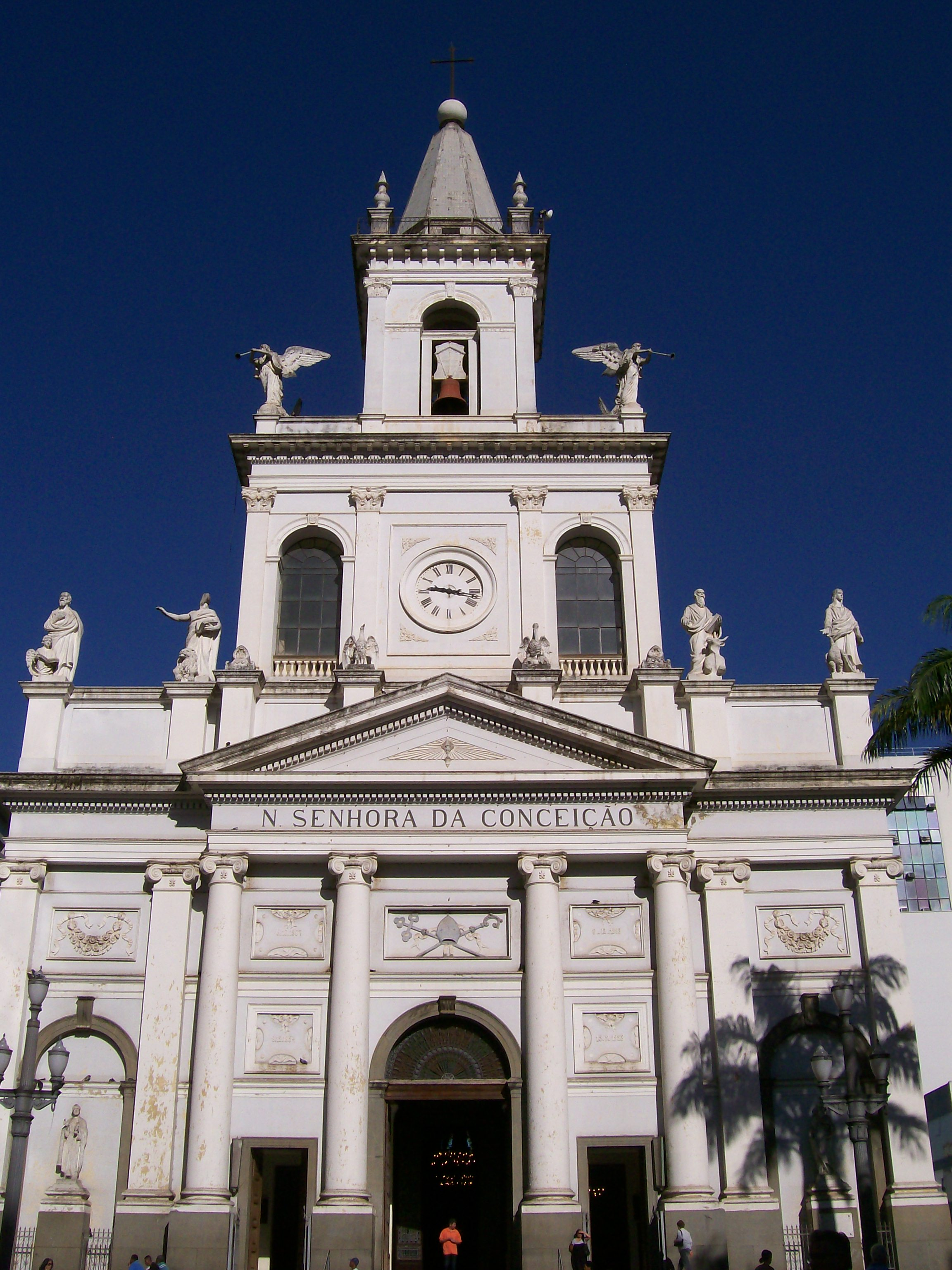
Antiga fachada antes da reforma

A igreja começou a ser construída em 1807. Sua construção durou mais de seis décadas, com alguns acidentes fatais. A técnica da construção é a da taipa de pilão. O seu interior, em estilo barroco baiano (sem douração) conta com um requintado trabalho de talha de madeira, realizado pelos entalhadores Vitoriano dos Anjos Figueiroa  e Bernardino de Sena Reis e Almeida. No projeto como um todo, inclusas as fachadas em estilo neoclássico, houve a participação de vários arquitetos, dentre os quais Francisco de Paula Ramos de Azevedo, que concluiu as obras.
A Catedral Metropolitana de Campinas é tombada pelo Conselho de Defesa do Patrimônio Histórico, Arqueológico, Artístico e Turístico (CONDEPHAAT) e pelo Conselho de Defesa do Patrimônio Cultural de Campinas (CONDEPACC).
O edifício é tido como o maior no mundo construído em taipa de pilão, com seus 4.000 m², e também um dos mais altos.
"A nova igreja, que demoraria 76 anos para ser construída, viria a ser a Catedral Metropolitana de Campinas, o maior edifício em taipa de pilão – cascalho e saibro socados - do mundo e que passa por intenso trabalho de restauro, a maior parte feita sob a rubrica de “questões emergenciais de conservação e segurança da edificação e dos usuários”. O prédio, de quatro mil metros quadrados de área construída por mão-de-obra escrava e que recebe diariamente três mil pessoas, está sendo recuperado de um longo processo de degradação que lhe comprometeu, entre outras áreas, os telhados e grande parte do forro, todo em pinho de riga."
A Catedral conta, também, com um Órgão (instrumento musical) de tração mecânica construído por Aristide Cavaillé-Coll, organeiro francês, em 1883. É um instrumento de tração mecânica, de 16 registros, com 2 manuais (de 56 teclas cada) e pedaleira (de 30 teclas). Foi reformado entre 1885 e 1886 por Antônio Carlos Sampaio Peixoto.
Disposição do instrumento:
- MANUAL I (GRANDE ÓRGÃO): Bourdon 16', Principal 8', Flûte harmonique 8', Salicional 8' e Prestant 4'.
- MANUAL II (RECITATIVO): Cor de nuit 8', Viole de Gambe 8', Voix céleste 8', Flûte octaviante 4', Trompette 8', Basson et Hautbois 8' e Clairon 4'.
- PEDAL: Soubasse 16' (transmissão do Bourdon 16'), Basse 8' (transmissão da Flûte harmonique 8'), Trompette 8' (transmissão do homônimo do Recitativo) e Clairon (transmissão do homônimo do Recitativo).
- ACESSÓRIOS: Acoplamento Recitativo-Grande Órgão, Tirasse (Acoplamento) Recitativo-Pedal, Tirasse (Acoplamento) Grande Órgão-Pedal, Trêmulo (para todo o instrumento), Rappel/Renvoi des Anches (chamada e devolução das palhetas: Trompette 8' e Clairon 4' do Recitativo) e Expressão (do Recitativo).

É o segundo maior órgão Cavaillé-Coll existente no Brasil em número de registros (o maior é o da Catedral de N. S. das Mercês em Belém, Pará) e o maior com pedaleira independente.
Em 2015, depois de 92 anos pintadas de branco, a fachada principal foi entregue com a cor original, o amarelo ocre. A Arquidiocese conseguiu autorização do Ministério da Cultura, em 2012, para captar R$ 7,1 milhões para as obras, utilizando os benefícios da lei de incentivos fiscais (Lei Rouanet) e, desse total, obteve R$ 2,8 milhões, suficientes apenas para o restauro das fachadas.

À frente do monumento, está a Praça José Bonifácio. Nela está presente um monumento em homenagem ao primeiro bispo de Campinas, Dom João Batista Correa Neri. Neri nasceu em Campinas, no dia 6 de outubro de 1863 e, aos 17 anos, ingressou no seminário de São Paulo, sendo ordenado em 1886. Dedicou sua vida à propagação da fé, costumes católicos e a caridade. 

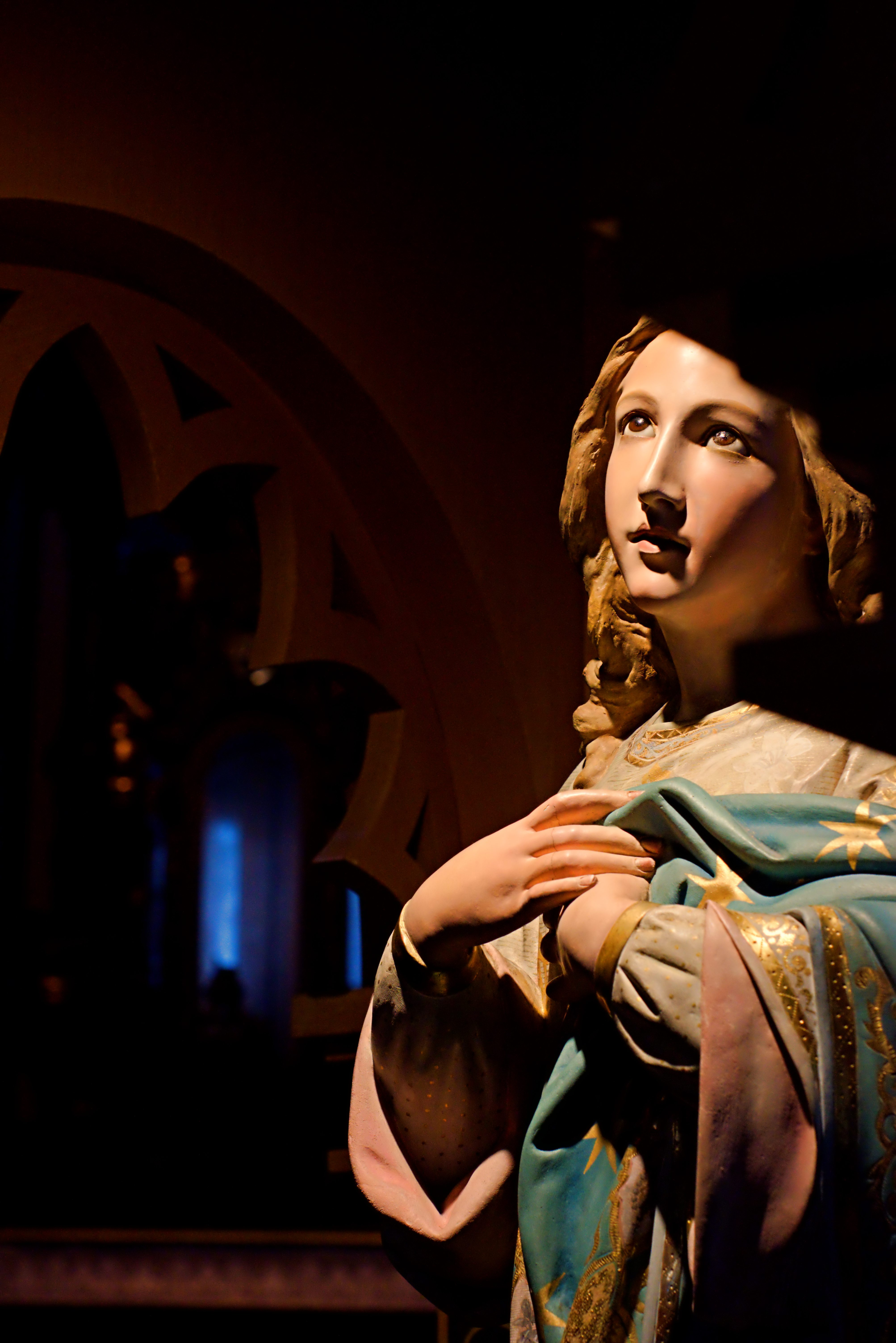
Imagem da Padroeira da Catedral

## Dados gerais
Pároco:
Monsenhor Rafael Capelato
Vigários:
Padre Jorge José da Silva
Padre José Carlos de Lima
Endereço:
Praça José Bonifácio, s/n - Centro

## Galeria

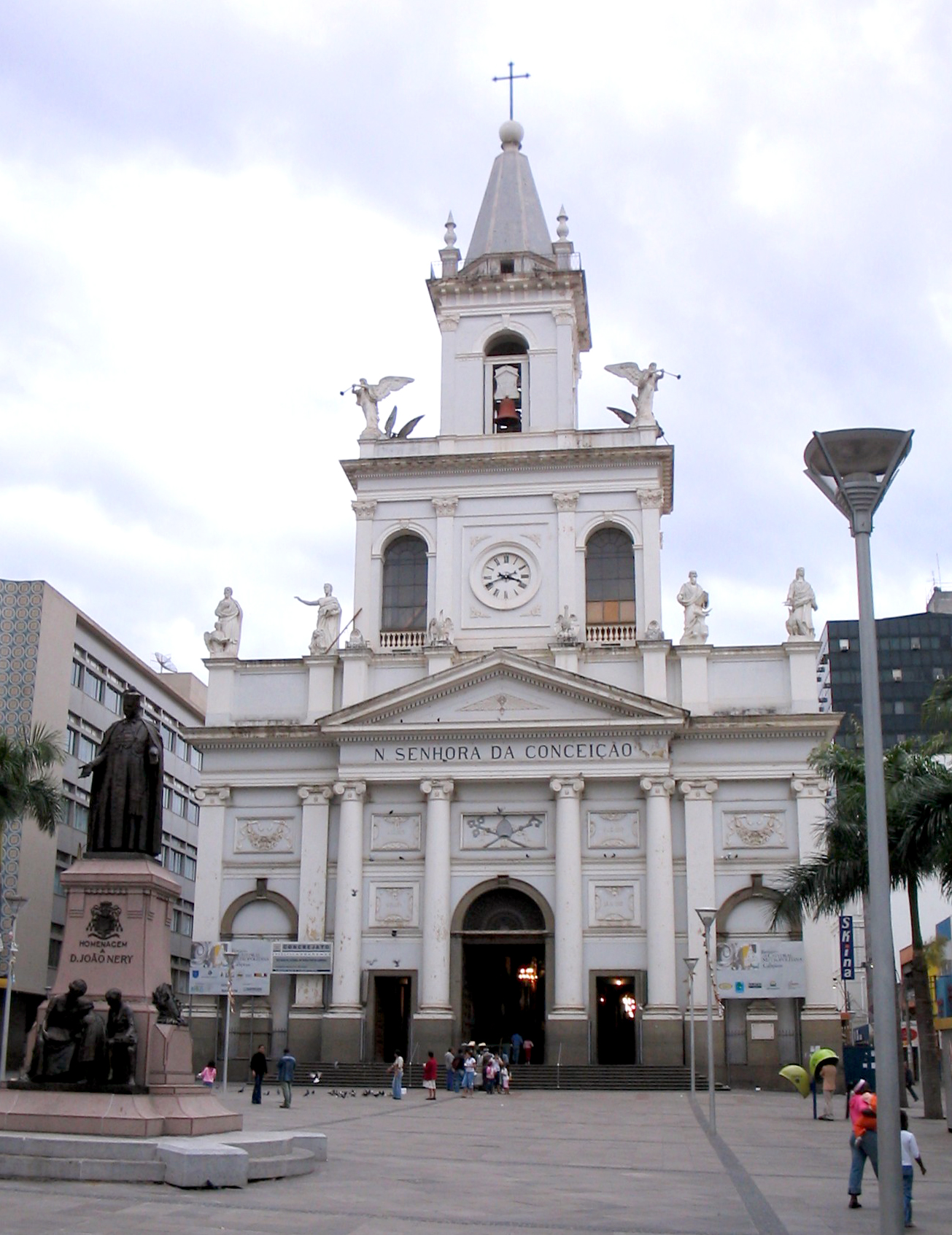
Em primeiro plano, a estátua de Dom Nery, o primeiro bispo da Diocese de Campinas
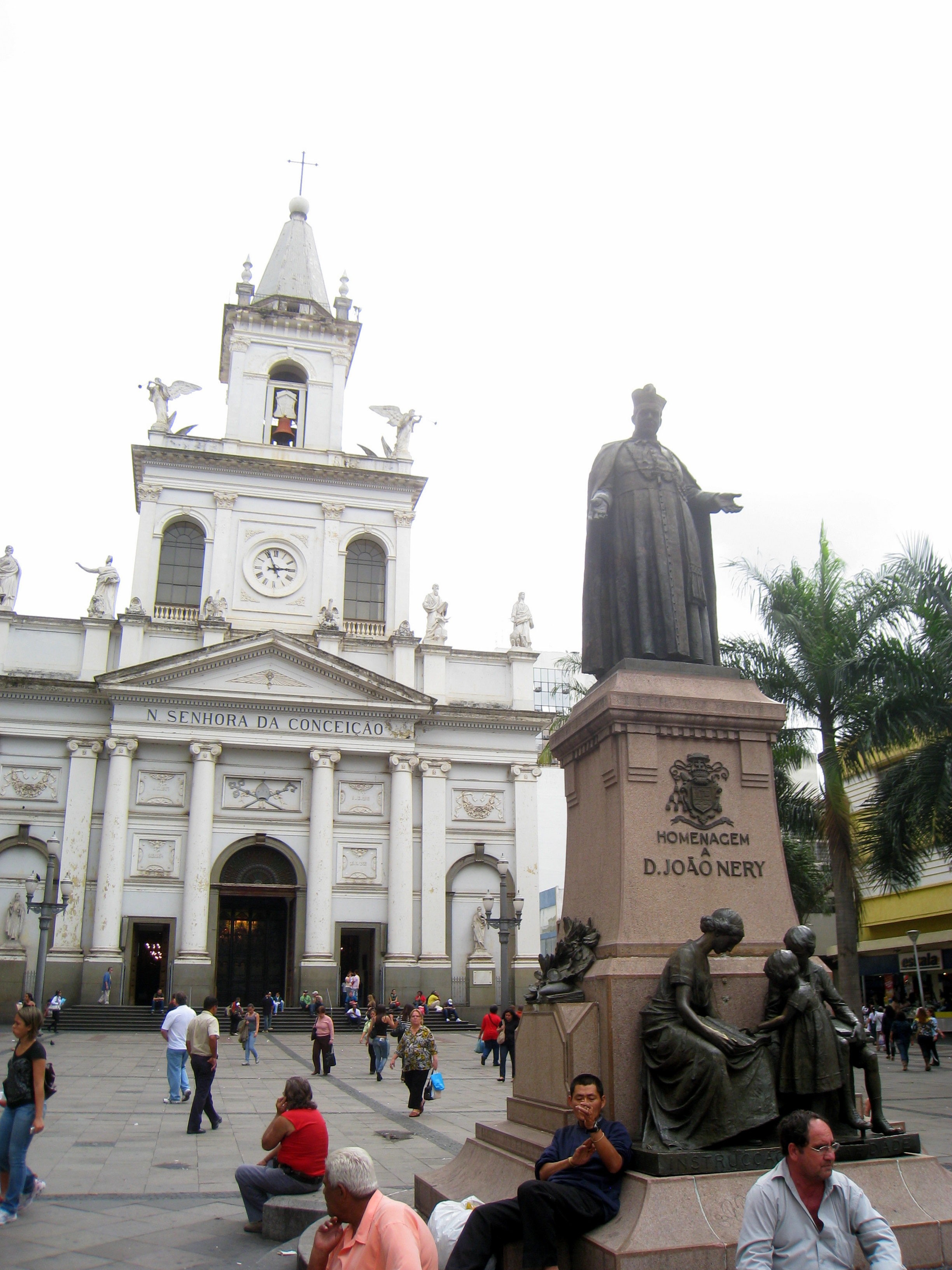
Fachada da Catedral com vista da estátua de Dom Nery
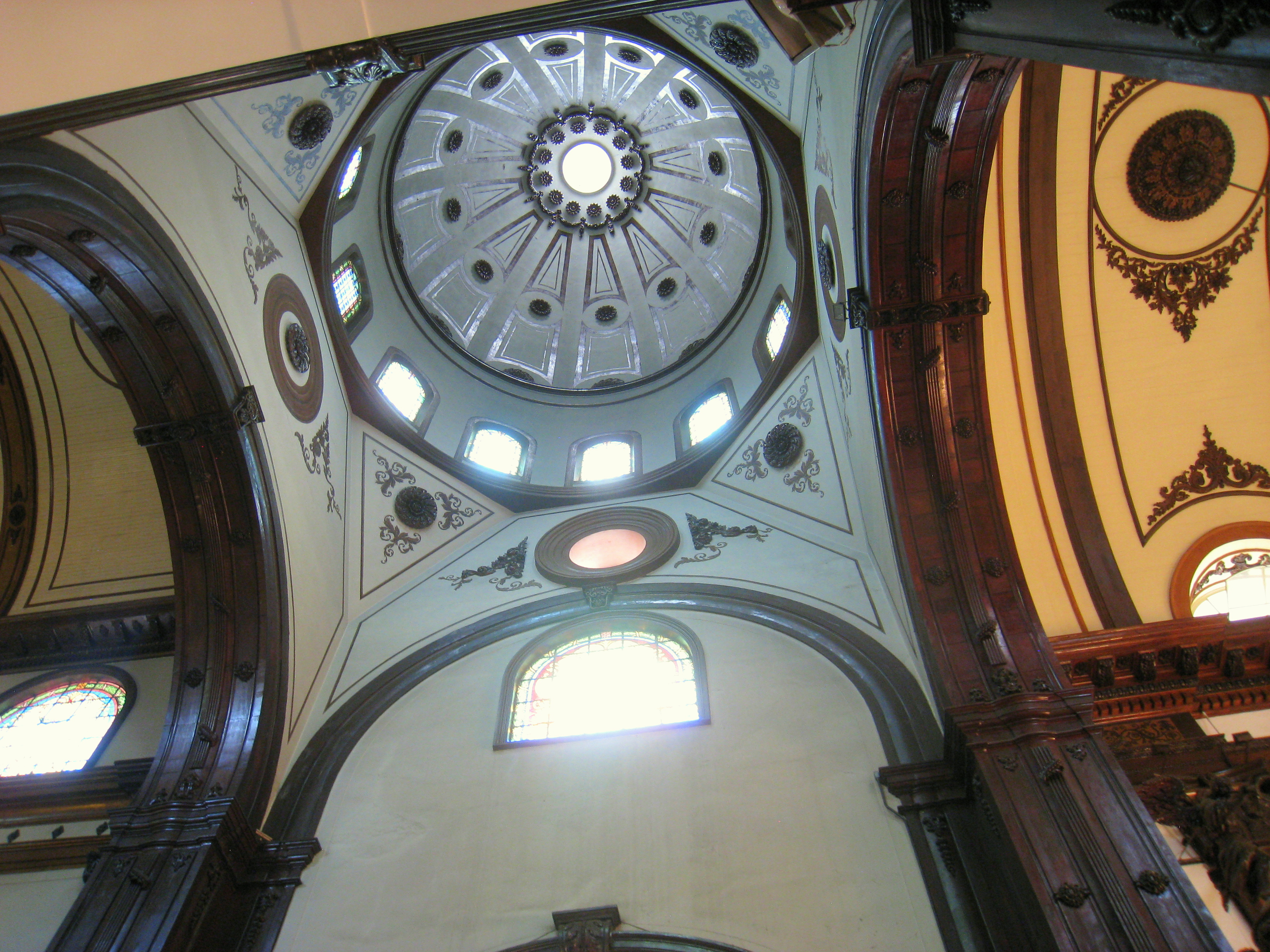
Cúpula, sobre o centro do transepto
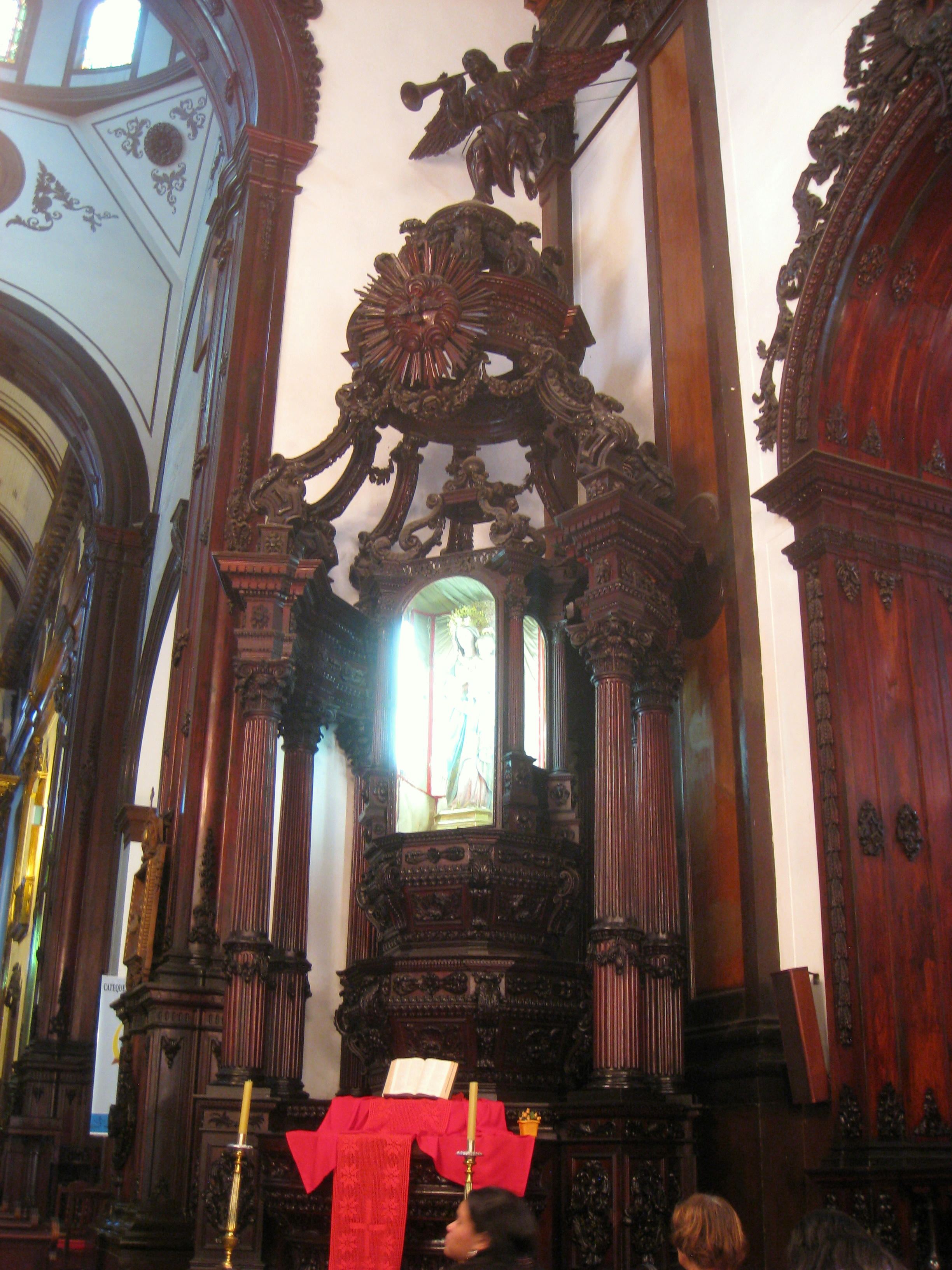
Altar lateral esquerdo
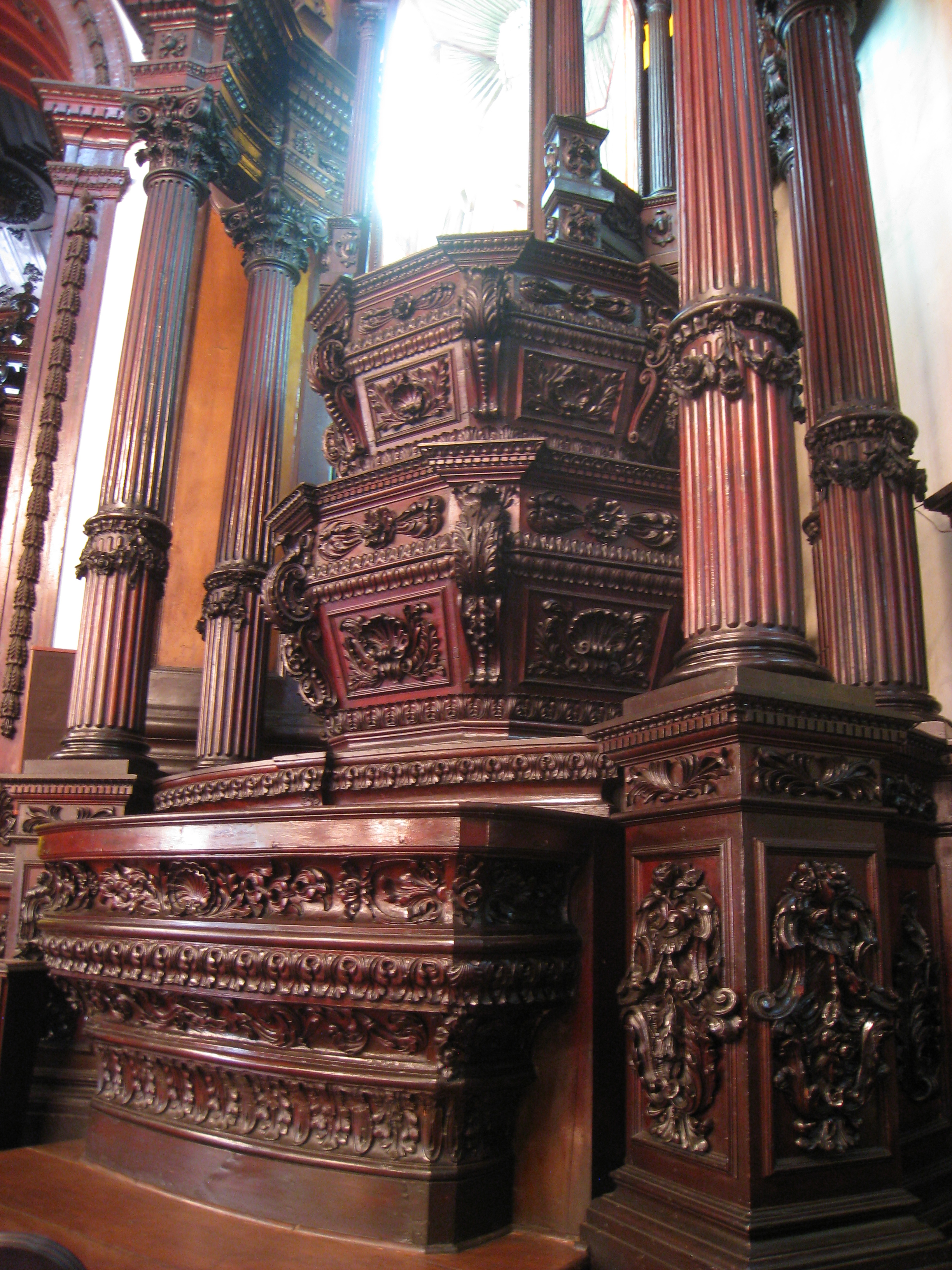
Altar lateral esquerdo(detalhe)
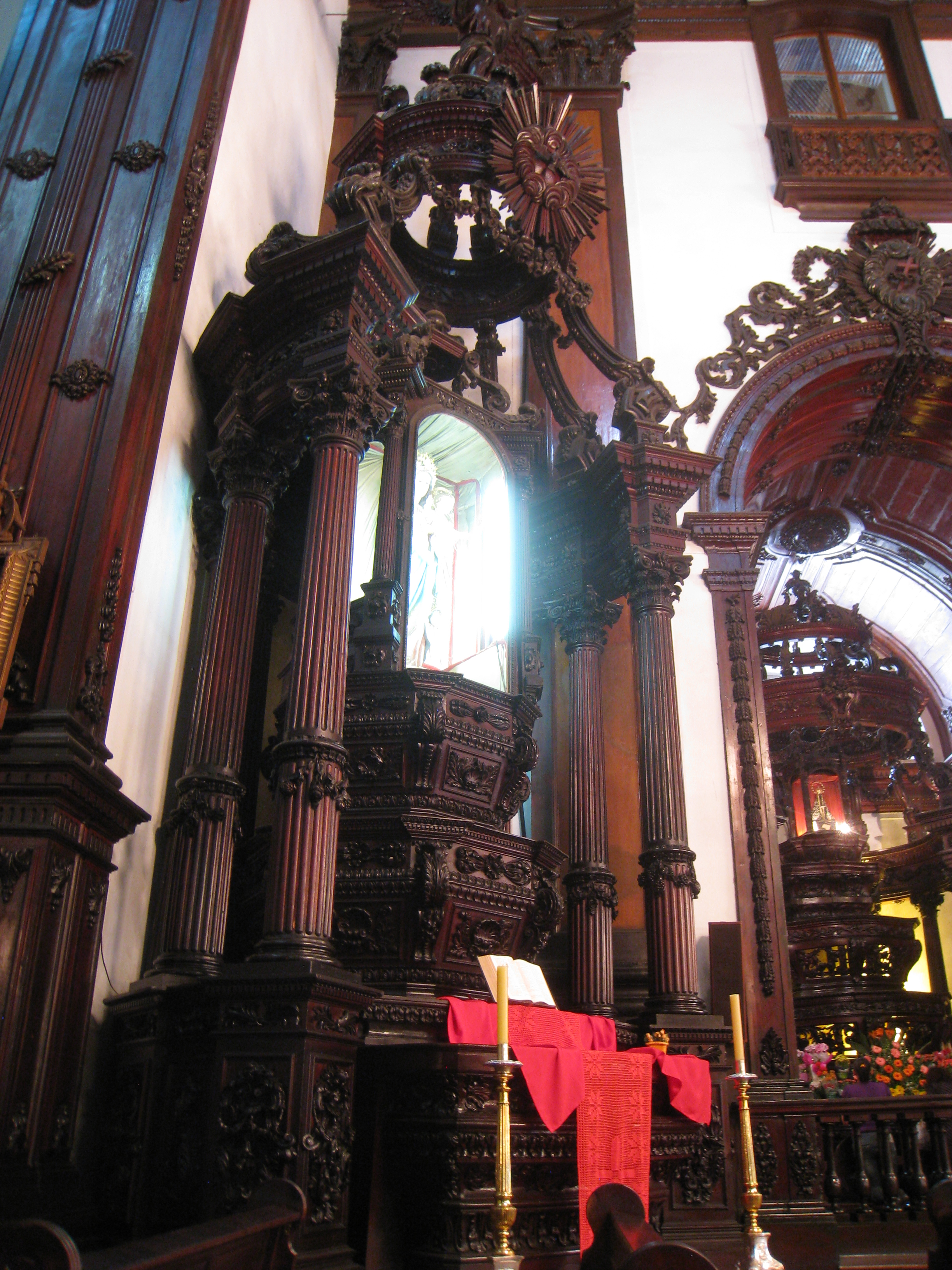
Altar lateral direito
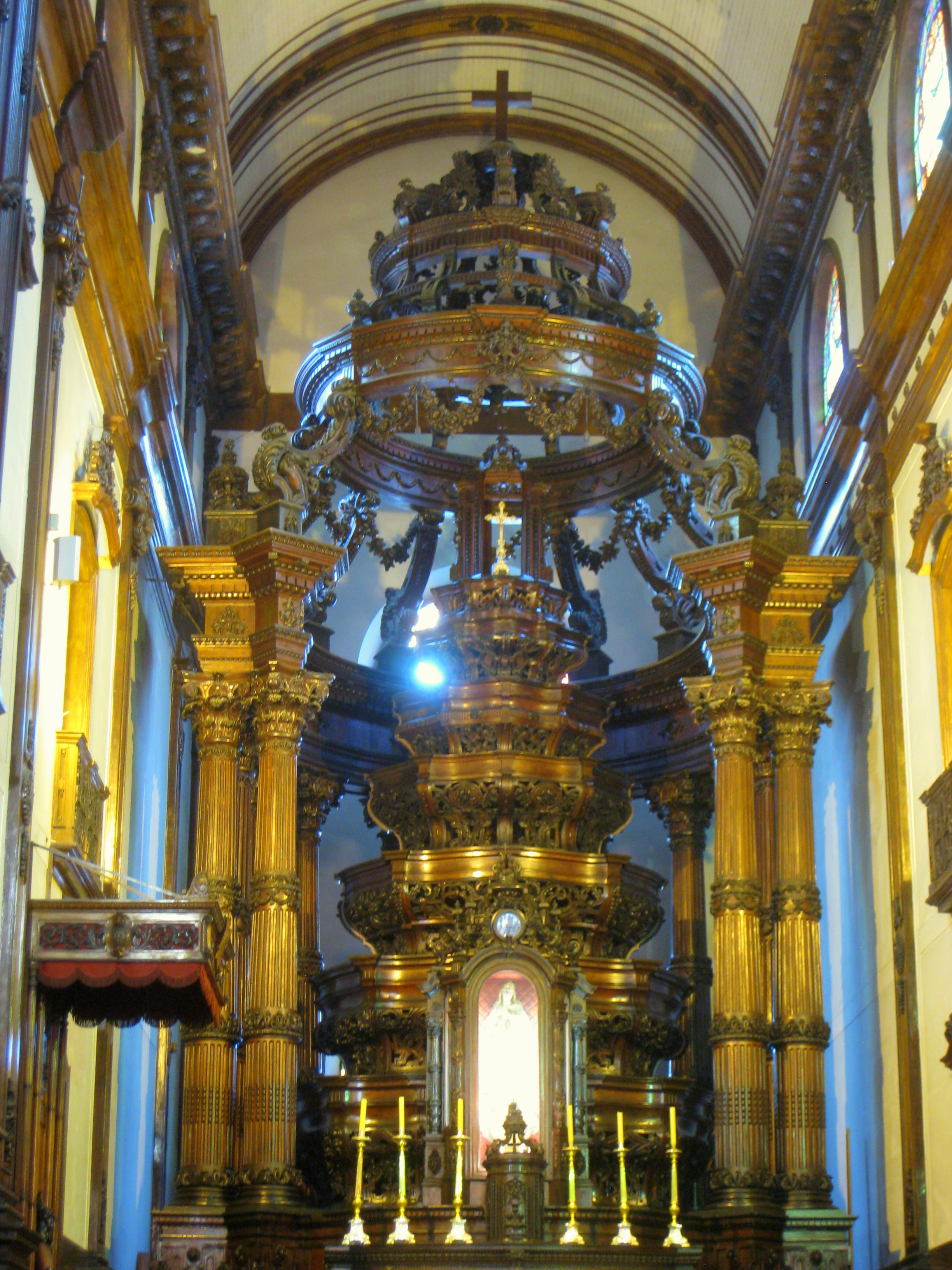
Altar-Mor, obra de Vitoriano dos Anjos Figueiroa
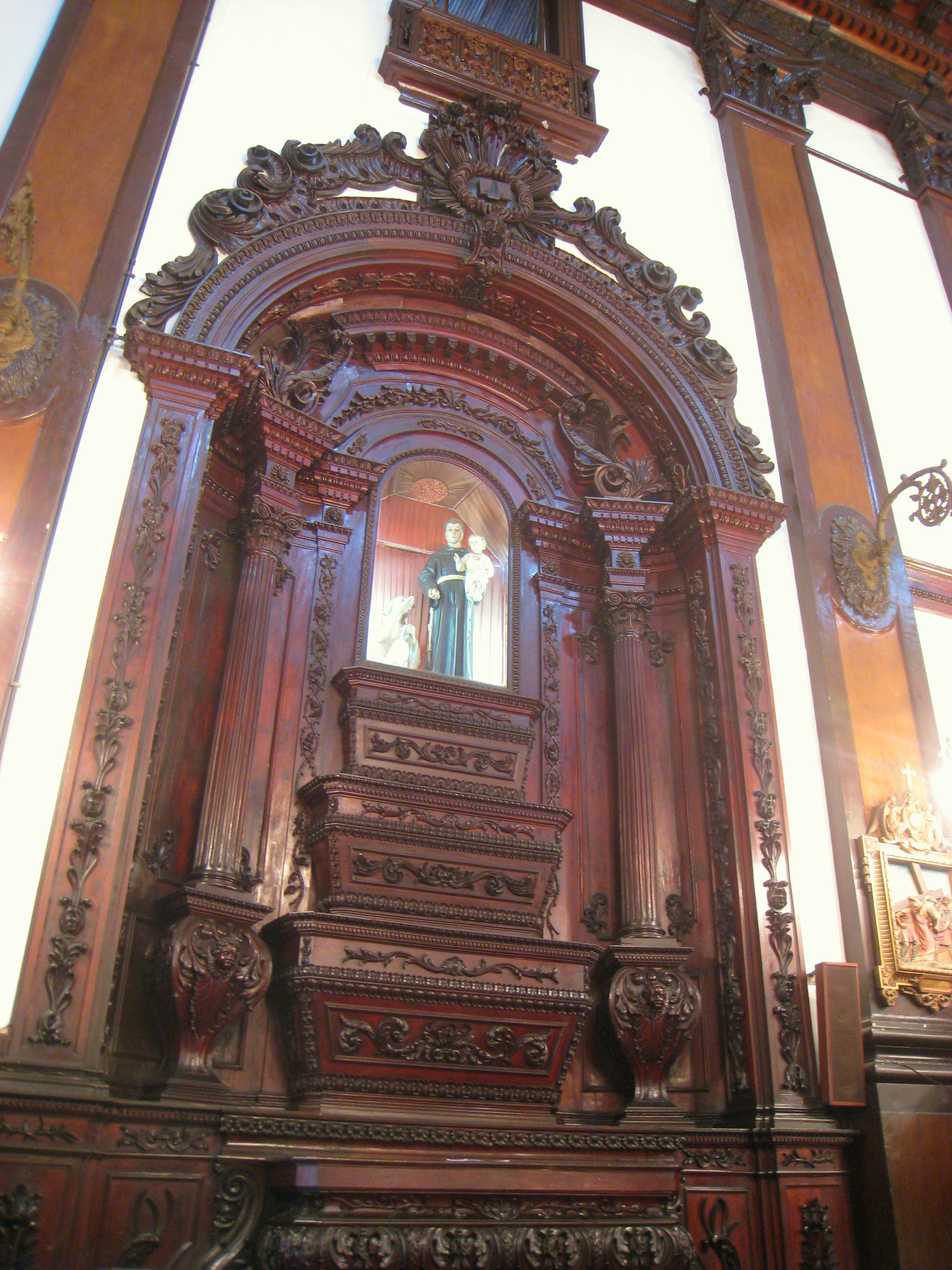
Altar de Santo Antônio
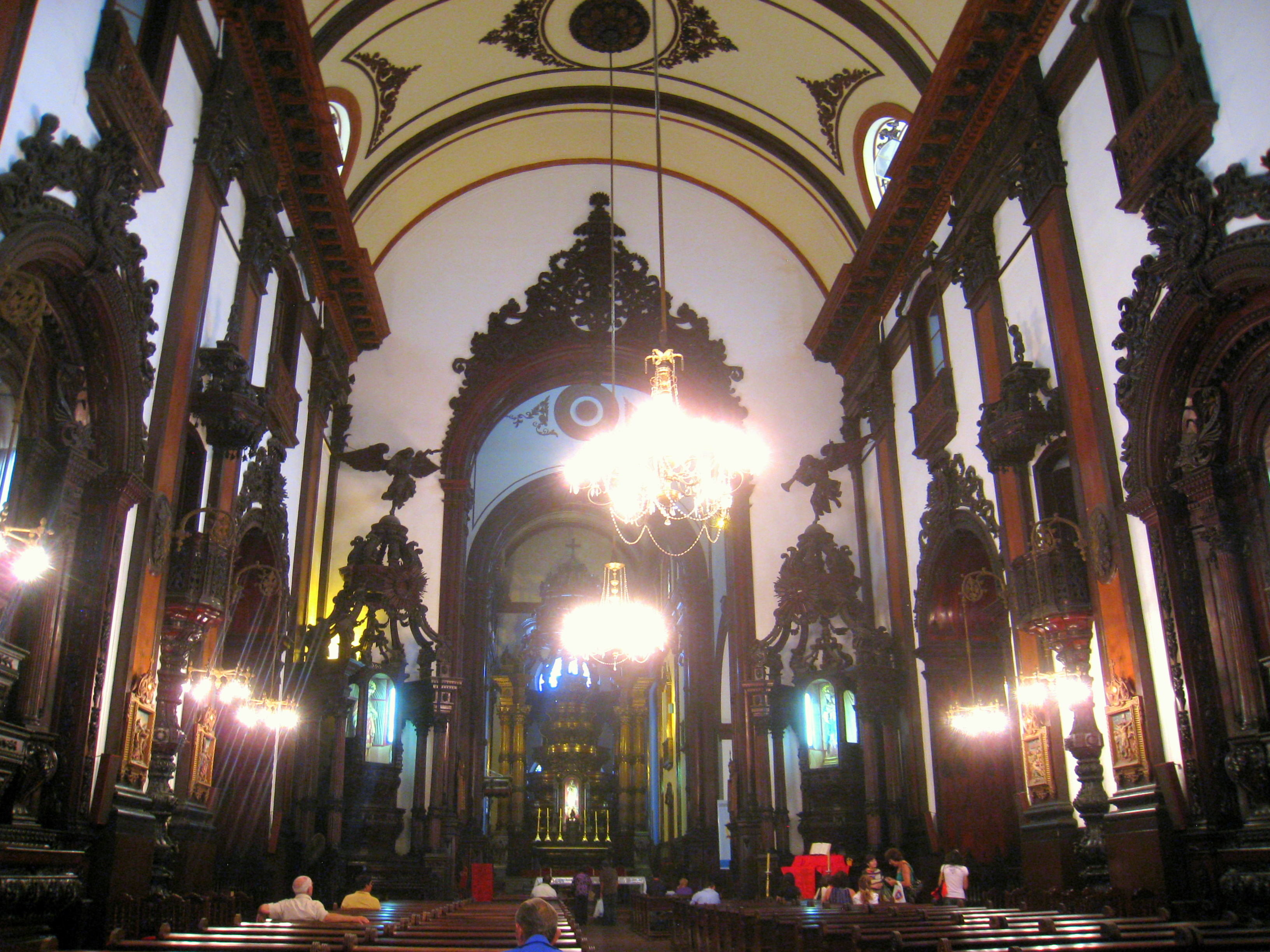
Vista do interior da Catedral
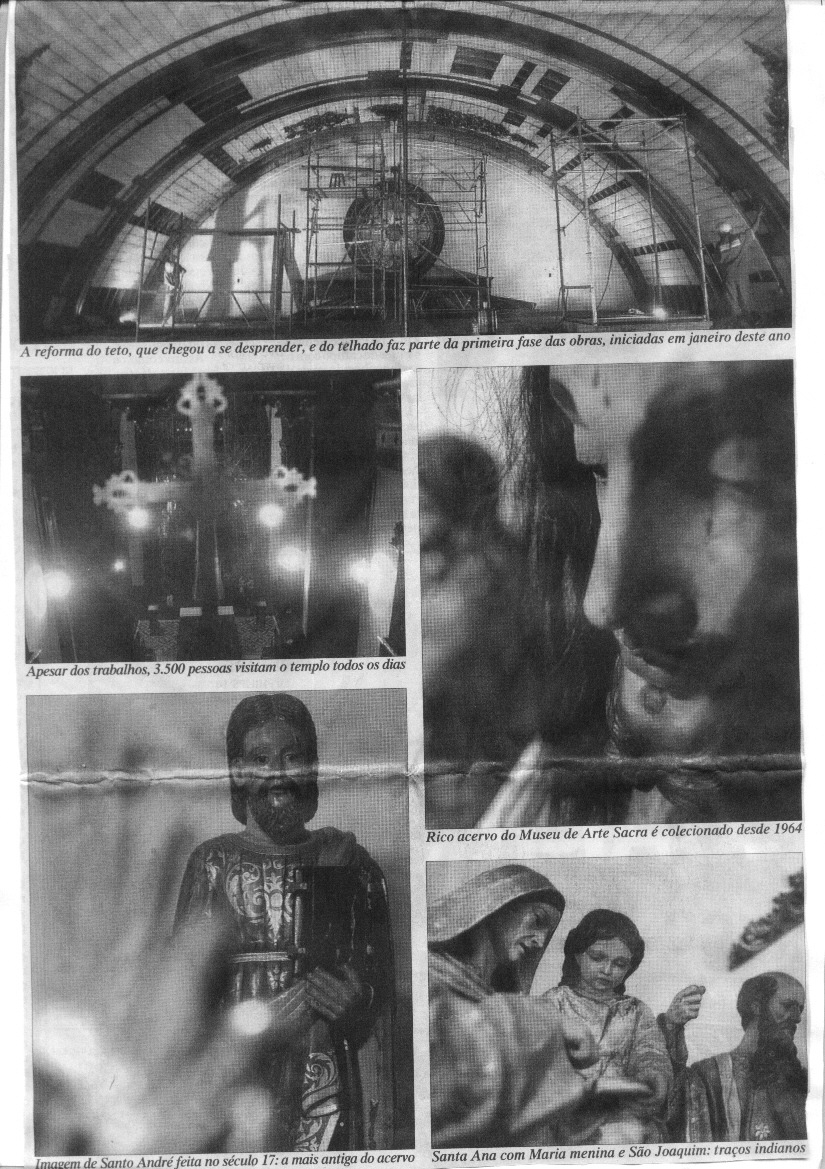
Imagens que acompanham a Reportagem do jornal "O Estado de S. Paulo", domingo, 7 de março de 2004 sobre a Catedral Metropolitana de Campinas